# Green Day/Auszeichnungen für Musikverkäufe

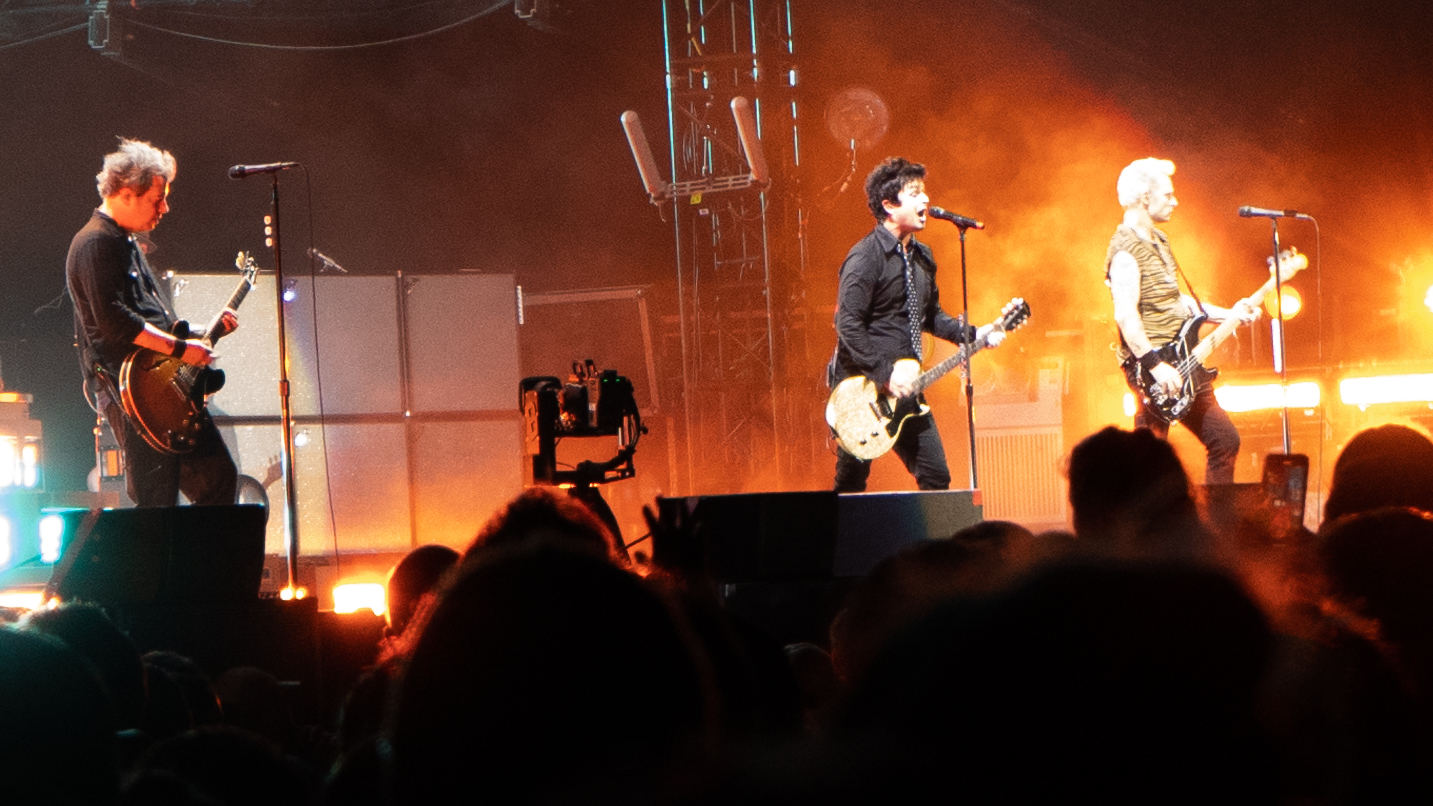
Green Day (2021)

Dies ist eine Übersicht über die Auszeichnungen für Musikverkäufe der US-amerikanischen Band Green Day.  Die Auszeichnungen finden sich nach ihrer Art (Gold, Platin usw.), nach Staaten getrennt in chronologischer Reihenfolge, geordnet sowie nach den Tonträgern selbst, ebenfalls in chronologischer Reihenfolge, getrennt nach Medium (Alben, Singles usw.), wieder.

## Auszeichnungen
| - Vereinigtes Königreich - 2015: für das Album Tré - 2021: für die Single Know Your Enemy - 2022: für die Single Welcome to Paradise - 2024: für die Single Minority - 2024: für das Lied Boulevard of Broken Dreams (mit American Idiot Musical Cast) - 2024: für die Single Longview - 2024: für die Single Brain Stew/Jaded - 2024: für das Album Saviors - Argentinien - 1995: für das Album Insomniac - 2009: für das Album 21st Century Breakdown - Australien - 1995: für die Single When I Come Around - 2004: für die Single American Idiot - 2009: für die Single 21 Guns - Belgien - 1995: für das Album Dookie - 2007: für das Album International Superhits! - 2009: für das Album 21st Century Breakdown - Brasilien - 1996: für das Album Dookie - 1998: für das Album Insomniac - 2005: für das Album Nimrod - 2005: für das Album International Superhits! - 2005: für das Album American Idiot - 2006: für das Videoalbum Bullet in a Bible - 2012: für das Album 21st Century Breakdown - Dänemark - 2006: für das Album Bullet in a Bible - 2007: für die Single Wake Me Up When September Ends - 2021: für die Single 21 Guns - 2022: für die Single Good Riddance (Time of Your Life) - Deutschland - 2006: für die Single Boulevard of Broken Dreams - 2006: für das Album Insomniac - 2007: für das Album Bullet in a Bible - 2011: für das Videoalbum Awesome as Fuck - 2013: für das Album Uno! - Finnland - 1995: für das Album Dookie - 1995: für das Album Insomniac - 2004: für das Album American Idiot - 2009: für das Album 21st Century Breakdown - Frankreich - 1998: für das Album Dookie - Italien - 2013: für das Album Uno! - 2013: für die Single Stray Heart - 2014: für die Single Oh Love - 2015: für das Album Dookie - 2021: für das Album Revolution Radio - 2024: für die Single When I Come Around - Japan - 2002: für das Album Shenanigans - 2009: für das Album 21st Century Breakdown - 2012: für das Album Uno! - 2014: für die Single American Idiot (Digital) - 2015: für die Single Basket Case (Digital) - 2015: für die Single Minority (Digital) - Kanada - 2001: für das Album International Superhits! - 2013: für das Album Uno! - 2023: für die Single Hitchin’ a Ride - 2023: für die Single She - Mexiko - 2006: für das Album Bullet in a Bible - Neuseeland - 2009: für die Single 21 Guns - 2015: für die Single Know Your Enemy - 2020: für das Album Nimrod - 2020: für das Album Warning - Niederlande - 1995: für das Album Dookie - 2005: für das Album American Idiot - Norwegen - 2009: für das Album 21st Century Breakdown - Österreich - 1995: für das Album Insomniac - 2006: für das Album Bullet in a Bible - 2012: für das Album Uno! - 2016: für die Single 21 Guns - Polen - 1996: für das Album Dookie - 2012: für das Album The Studio Album: 1990-2009 - Portugal - 2005: für das Album American Idiot - 2006: für das Album Bullet in a Bible - Schweden - 1995: für das Album Dookie - 2006: für das Album Bullet in a Bible - 2009: für das Album 21st Century Breakdown - Schweiz - 1995: für das Album Dookie - Spanien - 1996: für das Album Insomniac - 1998: für das Album Nimrod - 2005: für das Album American Idiot - 2024: für die Single Wake Me Up When September Ends - 2024: für die Single Good Riddance (Time of Your Life) - 2024: für die Single 21 Guns - 2024: für die Single Holiday - 2024: für die Single When I Come Around - Ungarn - 2005: für das Album American Idiot - Vereinigte Staaten - 1995: für das Album 1,039/Smoothed Out Slappy Hours - 2000: für das Album Warning - 2005: für die Single American Idiot - 2005: für die Single Boulevard of Broken Dreams - 2006: für den Mastertone Boulevard of Broken Dreams - 2009: für die Single Know Your Enemy - 2009: für die Single When I Come Around - Vereinigtes Königreich - 2012: für das Album Uno! - 2013: für das Album Kerplunk! - 2013: für das Album 1,039/Smoothed Out Slappy Hours - 2017: für das Album Revolution Radio - 2018: für das Album Awesome as Fuck - 2021: für das Album Shenanigans - 2022: für die Single Holiday/Boulevard of Broken Dreams - 2023: für das Album Dos - 2024: für die Single Holiday - 2025: für die Single Jesus of Suburbia | - Argentinien - 1993: für das Album Dookie - 2001: für das Album International Superhits! - 2001: für das Videoalbum International Super Videos - 2005: für das Videoalbum Bullet in a Bible - Australien - 1995: für das Album Insomniac - 2000: für das Album Warning - 2005: für das Album Bullet in a Bible - 2005: für die Single Boulevard of Broken Dreams - 2006: für das Videoalbum International Super Videos - 2009: für das Album 21st Century Breakdown - Belgien - 2007: für das Album American Idiot - Dänemark - 2011: für das Album 21st Century Breakdown - 2022: für die Single Boulevard of Broken Dreams - 2025: für die Single Basket Case - 2025: für die Single American Idiot - Europa - 1996: für das Album Dookie - 2006: für das Album International Superhits! - 2009: für das Album 21st Century Breakdown - Frankreich - 2009: für das Album American Idiot - 2009: für das Album 21st Century Breakdown - GCC - 2010: für das Album 21st Century Breakdown - Griechenland - 2005: für das Album American Idiot - Irland - 2009: für das Album 21st Century Breakdown - Italien - 2001: für das Album Warning - 2009: für das Album 21st Century Breakdown - 2010: für die Single 21 Guns - 2018: für die Single Wake Me Up When September Ends - 2018: für die Single American Idiot - 2019: für die Single Boulevard of Broken Dreams - 2021: für das Album Dookie - 2023: für die Single Good Riddance (Time of Your Life) - 2024: für die Single Holiday - Japan - 1997: für das Album Dookie - 1997: für das Album Insomniac - 1997: für das Album Nimrod - 2000: für das Album Warning - Kanada - 2001: für das Album Warning - 2023: für die Single Jesus of Suburbia - 2023: für die Single Welcome to Paradise - 2023: für die Single Longview - Mexiko - 2006: für das Album American Idiot - Neuseeland - 1996: für das Album Insomniac - 2002: für das Album International Superhits! - 2006: für das Album Bullet in a Bible - Österreich - 1995: für das Album Dookie - 2009: für das Album 21st Century Breakdown - Schweden - 2005: für das Album American Idiot - Schweiz - 2009: für das Album 21st Century Breakdown - Spanien - 1995: für das Album Dookie - 2024: für die Single Basket Case - 2024: für die Single American Idiot - 2024: für die Single Boulevard of Broken Dreams - Vereinigte Staaten - 2005: für das Album Kerplunk! - 2005: für das Album International Superhits! - 2008: für die Single Wake Me Up When September Ends - 2008: für die Single Holiday - 2008: für das Videoalbum International Super Videos - 2009: für die Single 21 Guns - 2011: für das Album 21st Century Breakdown - Vereinigtes Königreich - 2008: für das Album Bullet in a Bible - 2009: für das Album 21st Century Breakdown - 2010: für das Album Insomniac - 2010: für das Album Nimrod - 2013: für das Videoalbum International Super Videos - 2021: für das Album Warning - 2021: für die Single Boulevard of Broken Dreams - 2024: für die Single 21 Guns - 2025: für die Single When I Come Around - Deutschland - 2005: für das Album Dookie - 2010: für das Album 21st Century Breakdown | - Argentinien - 2004: für das Album American Idiot - Australien - 1998: für die Single Time Of Your Life - 1998: für die Single Redundant - 2024: für das Album Greatest Hits: God’s Favorite Band - Irland - 2005: für das Album Bullet in a Bible - Italien - 2022: für das Album American Idiot - 2024: für die Single Basket Case - Japan - 2001: für das Album International Superhits! - 2005: für das Album American Idiot - Kanada - 1995: für das Album Insomniac - 2009: für das Album 21st Century Breakdown - Neuseeland - 2020: für das Album Greatest Hits: God’s Favorite Band - 2020: für das Album 21st Century Breakdown - 2023: für die Single Wake Me Up When September Ends - 2024: für die Single When I Come Around - Österreich - 2006: für das Album American Idiot - Schweiz - 2005: für das Album American Idiot - Vereinigte Staaten - 1996: für das Album Insomniac - 2000: für das Album Nimrod - Vereinigtes Königreich - 2013: für das Album International Superhits! - 2022: für die Single American Idiot - 2023: für die Single Basket Case - 2023: für die Single Good Riddance (Time of Your Life) - 2024: für das Album Greatest Hits: God’s Favorite Band - 2025: für die Single Wake Me Up When September Ends - Australien - 2000: für das Album Nimrod - 2007: für das Album International Superhits! - Irland - 2005: für das Album International Superhits! - Kanada - 2023: für die Single Holiday - Neuseeland - 2023: für die Single Boulevard of Broken Dreams - 2024: für die Single Good Riddance (Time of Your Life) - 2025: für die Single American Idiot - 2025: für die Single Basket Case - Vereinigtes Königreich - 2008: für das Album Dookie - Deutschland - 2014: für das Videoalbum Bullet in a Bible - Dänemark - 2020: für das Album Dookie - Deutschland - 2023: für das Album American Idiot - Europa - 2007: für das Album American Idiot - Irland - 2005: für das Album Dookie - Kanada - 2023: für das Album Nimrod - 2023: für die Single Wake Me Up When September Ends - Neuseeland - 2020: für das Album Dookie - Australien - 2011: für das Album Dookie - Dänemark - 2025: für das Album American Idiot - Kanada - 2023: für die Single American Idiot - Vereinigte Staaten - 2022: für die Single Good Riddance (Time of Your Life) - Australien - 2006: für das Album American Idiot - Kanada - 2023: für die Single Basket Case - 2023: für die Single Boulevard of Broken Dreams - 2023: für die Single Good Riddance (Time of Your Life) - Neuseeland - 2020: für das Album American Idiot - Vereinigte Staaten - 2013: für das Album American Idiot - Irland - 2005: für das Album American Idiot - Vereinigtes Königreich - 2022: für das Album American Idiot - Kanada - 1995: für das Album Dookie - 2023: für das Album American Idiot - Vereinigte Staaten - 2024: für das Album Dookie |

## Auszeichnungen nach Alben

### 1,039/Smoothed Out Slappy Hours
| Land/Region                  | Auszeichnungen für Musikverkäufe (Land/Region, Auszeichnung, Verkäufe) | Verkäufe |
| ---------------------------- | ---------------------------------------------------------------------- | -------- |
| Vereinigte Staaten (RIAA)    | Gold                                                                   | 500.000  |
| Vereinigtes Königreich (BPI) | Gold                                                                   | 100.000  |
| Insgesamt                    | 2× Gold ·                                                              | 600.000  |

### Kerplunk!
| Land/Region                  | Auszeichnungen für Musikverkäufe (Land/Region, Auszeichnung, Verkäufe) | Verkäufe  |
| ---------------------------- | ---------------------------------------------------------------------- | --------- |
| Vereinigte Staaten (RIAA)    | Platin                                                                 | 1.000.000 |
| Vereinigtes Königreich (BPI) | Gold                                                                   | 100.000   |
| Insgesamt                    | 1× Gold · 1× Platin ·                                                  | 1.100.000 |

### Dookie
| Land/Region                  | Auszeichnungen für Musikverkäufe (Land/Region, Auszeichnung, Verkäufe) | Verkäufe    |
| ---------------------------- | ---------------------------------------------------------------------- | ----------- |
| Argentinien (CAPIF)          | Platin                                                                 | 60.000      |
| Australien (ARIA)            | 5× Platin                                                              | 350.000     |
| Belgien (BRMA)               | Gold                                                                   | 25.000      |
| Brasilien (PMB)              | Gold                                                                   | 100.000     |
| Dänemark (IFPI)              | 4× Platin                                                              | 80.000      |
| Deutschland (BVMI)           | 3× Gold                                                                | 750.000     |
| Europa (IFPI)                | Platin                                                                 | (1.000.000) |
| Finnland (IFPI)              | Gold                                                                   | 35.205      |
| Frankreich (SNEP)            | Gold                                                                   | 100.000     |
| Irland (IRMA)                | 4× Platin                                                              | 60.000      |
| Italien (FIMI)               | Platin                                                                 | 50.000      |
| Japan (RIAJ)                 | Platin                                                                 | 200.000     |
| Kanada (MC)                  | Diamant                                                                | 1.000.000   |
| Neuseeland (RMNZ)            | 4× Platin                                                              | 60.000      |
| Niederlande (NVPI)           | Gold                                                                   | 50.000      |
| Österreich (IFPI)            | Platin                                                                 | 50.000      |
| Polen (ZPAV)                 | Gold                                                                   | 50.000      |
| Schweden (IFPI)              | Gold                                                                   | 50.000      |
| Schweiz (IFPI)               | Gold                                                                   | 25.000      |
| Spanien (Promusicae)         | Platin                                                                 | 100.000     |
| Vereinigte Staaten (RIAA)    | 2× Diamant                                                             | 20.000.000  |
| Vereinigtes Königreich (BPI) | 3× Platin                                                              | 900.000     |
| Insgesamt                    | 9× Gold · 27× Platin · 3× Diamant ·                                    | 24.075.205  |

### Insomniac
| Land/Region                  | Auszeichnungen für Musikverkäufe (Land/Region, Auszeichnung, Verkäufe) | Verkäufe  |
| ---------------------------- | ---------------------------------------------------------------------- | --------- |
| Argentinien (CAPIF)          | Gold                                                                   | 30.000    |
| Australien (ARIA)            | Platin                                                                 | 70.000    |
| Brasilien (PMB)              | Gold                                                                   | 100.000   |
| Deutschland (BVMI)           | Gold                                                                   | 250.000   |
| Finnland (IFPI)              | Gold                                                                   | 21.350    |
| Japan (RIAJ)                 | Platin                                                                 | 200.000   |
| Kanada (MC)                  | 2× Platin                                                              | 200.000   |
| Neuseeland (RMNZ)            | Platin                                                                 | 15.000    |
| Österreich (IFPI)            | Gold                                                                   | 25.000    |
| Spanien (Promusicae)         | Gold                                                                   | 50.000    |
| Vereinigte Staaten (RIAA)    | 2× Platin                                                              | 2.000.000 |
| Vereinigtes Königreich (BPI) | Platin                                                                 | 300.000   |
| Insgesamt                    | 6× Gold · 8× Platin ·                                                  | 3.151.350 |

### Nimrod
| Land/Region                  | Auszeichnungen für Musikverkäufe (Land/Region, Auszeichnung, Verkäufe) | Verkäufe  |
| ---------------------------- | ---------------------------------------------------------------------- | --------- |
| Australien (ARIA)            | 3× Platin                                                              | 210.000   |
| Brasilien (PMB)              | Gold                                                                   | 50.000    |
| Japan (RIAJ)                 | Platin                                                                 | 200.000   |
| Kanada (MC)                  | 4× Platin                                                              | 400.000   |
| Neuseeland (RMNZ)            | Gold                                                                   | 7.500     |
| Spanien (Promusicae)         | Gold                                                                   | 50.000    |
| Vereinigte Staaten (RIAA)    | 2× Platin                                                              | 2.000.000 |
| Vereinigtes Königreich (BPI) | Platin                                                                 | 300.000   |
| Insgesamt                    | 3× Gold · 11× Platin ·                                                 | 3.217.500 |

### Warning
| Land/Region                  | Auszeichnungen für Musikverkäufe (Land/Region, Auszeichnung, Verkäufe) | Verkäufe  |
| ---------------------------- | ---------------------------------------------------------------------- | --------- |
| Australien (ARIA)            | Platin                                                                 | 70.000    |
| Italien (FIMI)               | Platin                                                                 | 100.000   |
| Japan (RIAJ)                 | Platin                                                                 | 200.000   |
| Kanada (MC)                  | Platin                                                                 | 100.000   |
| Neuseeland (RMNZ)            | Gold                                                                   | 7.500     |
| Vereinigte Staaten (RIAA)    | Gold                                                                   | 500.000   |
| Vereinigtes Königreich (BPI) | Platin                                                                 | 300.000   |
| Insgesamt                    | 2× Gold · 5× Platin ·                                                  | 1.277.500 |

### International Superhits!
| Land/Region                  | Auszeichnungen für Musikverkäufe (Land/Region, Auszeichnung, Verkäufe) | Verkäufe  |
| ---------------------------- | ---------------------------------------------------------------------- | --------- |
| Argentinien (CAPIF)          | Platin                                                                 | 40.000    |
| Australien (ARIA)            | 3× Platin                                                              | 210.000   |
| Belgien (BRMA)               | Gold                                                                   | (25.000)  |
| Brasilien (PMB)              | Gold                                                                   | 50.000    |
| Europa (IFPI)                | Platin                                                                 | 1.000.000 |
| Irland (IRMA)                | 3× Platin                                                              | (45.000)  |
| Japan (RIAJ)                 | 2× Platin                                                              | 400.000   |
| Kanada (MC)                  | Gold                                                                   | 50.000    |
| Neuseeland (RMNZ)            | Platin                                                                 | 15.000    |
| Vereinigte Staaten (RIAA)    | Platin                                                                 | 1.000.000 |
| Vereinigtes Königreich (BPI) | 3× Platin                                                              | (900.000) |
| Insgesamt                    | 3× Gold · 15× Platin ·                                                 | 2.765.000 |

### Shenanigans
| Land/Region                  | Auszeichnungen für Musikverkäufe (Land/Region, Auszeichnung, Verkäufe) | Verkäufe |
| ---------------------------- | ---------------------------------------------------------------------- | -------- |
| Japan (RIAJ)                 | Gold                                                                   | 200.000  |
| Vereinigtes Königreich (BPI) | Gold                                                                   | 100.000  |
| Insgesamt                    | 2× Gold ·                                                              | 200.000  |

### American Idiot
| Land/Region                  | Auszeichnungen für Musikverkäufe (Land/Region, Auszeichnung, Verkäufe) | Verkäufe    |
| ---------------------------- | ---------------------------------------------------------------------- | ----------- |
| Argentinien (CAPIF)          | 2× Platin                                                              | 80.000      |
| Australien (ARIA)            | 6× Platin                                                              | 420.000     |
| Belgien (BRMA)               | Platin                                                                 | 50.000      |
| Brasilien (PMB)              | Gold                                                                   | 50.000      |
| Dänemark (IFPI)              | 5× Platin                                                              | 100.000     |
| Deutschland (BVMI)           | 4× Platin                                                              | 800.000     |
| Europa (IFPI)                | 4× Platin                                                              | (4.000.000) |
| Finnland (IFPI)              | Gold                                                                   | 23.113      |
| Frankreich (SNEP)            | Platin                                                                 | 300.000     |
| Griechenland (IFPI)          | Platin                                                                 | 20.000      |
| Irland (IRMA)                | 8× Platin                                                              | 120.000     |
| Italien (FIMI)               | 2× Platin                                                              | 100.000     |
| Japan (RIAJ)                 | 2× Platin                                                              | 500.000     |
| Kanada (MC)                  | Diamant                                                                | 1.000.000   |
| Mexiko (AMPROFON)            | Platin                                                                 | 100.000     |
| Neuseeland (RMNZ)            | 6× Platin                                                              | 90.000      |
| Niederlande (NVPI)           | Gold                                                                   | 40.000      |
| Österreich (IFPI)            | 2× Platin                                                              | 60.000      |
| Portugal (AFP)               | Gold                                                                   | 10.000      |
| Schweden (IFPI)              | Platin                                                                 | 60.000      |
| Schweiz (IFPI)               | 2× Platin                                                              | 80.000      |
| Spanien (Promusicae)         | Gold                                                                   | 50.000      |
| Ungarn (MAHASZ)              | Gold                                                                   | 10.000      |
| Vereinigte Staaten (RIAA)    | 6× Platin                                                              | 6.000.000   |
| Vereinigtes Königreich (BPI) | 8× Platin                                                              | 2.400.000   |
| Insgesamt                    | 6× Gold · 62× Platin · 1× Diamant ·                                    | 12.363.113  |

### Bullet in a Bible
| Land/Region                  | Auszeichnungen für Musikverkäufe (Land/Region, Auszeichnung, Verkäufe) | Verkäufe |
| ---------------------------- | ---------------------------------------------------------------------- | -------- |
| Australien (ARIA)            | Platin                                                                 | 70.000   |
| Dänemark (IFPI)              | Gold                                                                   | 20.000   |
| Deutschland (BVMI)           | Gold                                                                   | 150.000  |
| Irland (IRMA)                | 2× Platin                                                              | 30.000   |
| Mexiko (AMPROFON)            | Gold                                                                   | 50.000   |
| Neuseeland (RMNZ)            | Platin                                                                 | 15.000   |
| Österreich (IFPI)            | Gold                                                                   | 15.000   |
| Portugal (AFP)               | Gold                                                                   | 10.000   |
| Schweden (IFPI)              | Gold                                                                   | 30.000   |
| Vereinigtes Königreich (BPI) | Platin                                                                 | 300.000  |
| Insgesamt                    | 6× Gold · 5× Platin ·                                                  | 690.000  |

### 21st Century Breakdown
| Land/Region                  | Auszeichnungen für Musikverkäufe (Land/Region, Auszeichnung, Verkäufe) | Verkäufe    |
| ---------------------------- | ---------------------------------------------------------------------- | ----------- |
| Argentinien (CAPIF)          | Gold                                                                   | 30.000      |
| Australien (ARIA)            | Platin                                                                 | 70.000      |
| Belgien (BRMA)               | Gold                                                                   | 15.000      |
| Brasilien (PMB)              | Gold                                                                   | 20.000      |
| Dänemark (IFPI)              | Platin                                                                 | 30.000      |
| Deutschland (BVMI)           | 3× Gold                                                                | 300.000     |
| Europa (IFPI)                | Platin                                                                 | (1.000.000) |
| Finnland (IFPI)              | Gold                                                                   | 16.386      |
| Frankreich (SNEP)            | Platin                                                                 | 200.000     |
| Golf-Kooperationsrat (IFPI)  | Platin                                                                 | 6.000       |
| Irland (IRMA)                | Platin                                                                 | 15.000      |
| Italien (FIMI)               | Platin                                                                 | 70.000      |
| Japan (RIAJ)                 | Gold                                                                   | 100.000     |
| Kanada (MC)                  | 2× Platin                                                              | 160.000     |
| Neuseeland (RMNZ)            | 2× Platin                                                              | 30.000      |
| Norwegen (IFPI)              | Gold                                                                   | 15.000      |
| Österreich (IFPI)            | Platin                                                                 | 30.000      |
| Schweden (IFPI)              | Gold                                                                   | 20.000      |
| Schweiz (IFPI)               | Platin                                                                 | 30.000      |
| Vereinigte Staaten (RIAA)    | Platin                                                                 | 1.000.000   |
| Vereinigtes Königreich (BPI) | Platin                                                                 | 300.000     |
| Insgesamt                    | 9× Gold · 16× Platin ·                                                 | 2.436.386   |

### The Studio Albums 1990–2009
| Land/Region  | Auszeichnungen für Musikverkäufe (Land/Region, Auszeichnung, Verkäufe) | Verkäufe |
| ------------ | ---------------------------------------------------------------------- | -------- |
| Polen (ZPAV) | Gold                                                                   | 10.000   |
| Insgesamt    | 1× Gold ·                                                              | 10.000   |

### Awesome as Fuck
| Land/Region                  | Auszeichnungen für Musikverkäufe (Land/Region, Auszeichnung, Verkäufe) | Verkäufe |
| ---------------------------- | ---------------------------------------------------------------------- | -------- |
| Vereinigtes Königreich (BPI) | Gold                                                                   | 100.000  |
| Insgesamt                    | 1× Gold ·                                                              | 100.000  |

### ¡Uno!
| Land/Region                  | Auszeichnungen für Musikverkäufe (Land/Region, Auszeichnung, Verkäufe) | Verkäufe |
| ---------------------------- | ---------------------------------------------------------------------- | -------- |
| Deutschland (BVMI)           | Gold                                                                   | 100.000  |
| Italien (FIMI)               | Gold                                                                   | 30.000   |
| Japan (RIAJ)                 | Gold                                                                   | 100.000  |
| Kanada (MC)                  | Gold                                                                   | 40.000   |
| Österreich (IFPI)            | Gold                                                                   | 10.000   |
| Vereinigtes Königreich (BPI) | Gold                                                                   | 100.000  |
| Insgesamt                    | 6× Gold ·                                                              | 380.000  |

### ¡Dos!
| Land/Region                  | Auszeichnungen für Musikverkäufe (Land/Region, Auszeichnung, Verkäufe) | Verkäufe |
| ---------------------------- | ---------------------------------------------------------------------- | -------- |
| Vereinigtes Königreich (BPI) | Gold                                                                   | 100.000  |
| Insgesamt                    | 1× Gold ·                                                              | 100.000  |

### ¡Tré!
| Land/Region                  | Auszeichnungen für Musikverkäufe (Land/Region, Auszeichnung, Verkäufe) | Verkäufe |
| ---------------------------- | ---------------------------------------------------------------------- | -------- |
| Vereinigtes Königreich (BPI) | Silber                                                                 | 60.000   |
| Insgesamt                    | 1× Silber ·                                                            | 60.000   |

### Revolution Radio
| Land/Region                  | Auszeichnungen für Musikverkäufe (Land/Region, Auszeichnung, Verkäufe) | Verkäufe |
| ---------------------------- | ---------------------------------------------------------------------- | -------- |
| Italien (FIMI)               | Gold                                                                   | 25.000   |
| Vereinigtes Königreich (BPI) | Gold                                                                   | 100.000  |
| Insgesamt                    | 2× Gold ·                                                              | 125.000  |

### Greatest Hits: God’s Favorite Band
| Land/Region                  | Auszeichnungen für Musikverkäufe (Land/Region, Auszeichnung, Verkäufe) | Verkäufe |
| ---------------------------- | ---------------------------------------------------------------------- | -------- |
| Australien (ARIA)            | 2× Platin                                                              | 140.000  |
| Neuseeland (RMNZ)            | 2× Platin                                                              | 30.000   |
| Vereinigtes Königreich (BPI) | 2× Platin                                                              | 600.000  |
| Insgesamt                    | 6× Platin ·                                                            | 770.000  |

### Saviors
| Land/Region                  | Auszeichnungen für Musikverkäufe (Land/Region, Auszeichnung, Verkäufe) | Verkäufe |
| ---------------------------- | ---------------------------------------------------------------------- | -------- |
| Vereinigtes Königreich (BPI) | Silber                                                                 | 60.000   |
| Insgesamt                    | 1× Silber ·                                                            | 60.000   |

## Auszeichnungen nach Singles

### Longview
| Land/Region                  | Auszeichnungen für Musikverkäufe (Land/Region, Auszeichnung, Verkäufe) | Verkäufe |
| ---------------------------- | ---------------------------------------------------------------------- | -------- |
| Kanada (MC)                  | Platin                                                                 | 80.000   |
| Vereinigtes Königreich (BPI) | Silber                                                                 | 200.000  |
| Insgesamt                    | 1× Silber · 1× Platin ·                                                | 280.000  |

### Basket Case
| Land/Region                  | Auszeichnungen für Musikverkäufe (Land/Region, Auszeichnung, Verkäufe) | Verkäufe  |
| ---------------------------- | ---------------------------------------------------------------------- | --------- |
| Dänemark (IFPI)              | Platin                                                                 | 90.000    |
| Italien (FIMI)               | 2× Platin                                                              | 200.000   |
| Japan (RIAJ)                 | Gold                                                                   | 100.000   |
| Kanada (MC)                  | 6× Platin                                                              | 480.000   |
| Neuseeland (RMNZ)            | 3× Platin                                                              | 90.000    |
| Spanien (Promusicae)         | Platin                                                                 | 60.000    |
| Vereinigtes Königreich (BPI) | 2× Platin                                                              | 1.200.000 |
| Insgesamt                    | 1× Gold · 15× Platin ·                                                 | 2.220.000 |

### Welcome to Paradise
| Land/Region                  | Auszeichnungen für Musikverkäufe (Land/Region, Auszeichnung, Verkäufe) | Verkäufe |
| ---------------------------- | ---------------------------------------------------------------------- | -------- |
| Kanada (MC)                  | Platin                                                                 | 80.000   |
| Vereinigtes Königreich (BPI) | Silber                                                                 | 200.000  |
| Insgesamt                    | 1× Silber · 1× Platin ·                                                | 280.000  |

### When I Come Around
| Land/Region                  | Auszeichnungen für Musikverkäufe (Land/Region, Auszeichnung, Verkäufe) | Verkäufe  |
| ---------------------------- | ---------------------------------------------------------------------- | --------- |
| Australien (ARIA)            | Gold                                                                   | 35.000    |
| Italien (FIMI)               | Gold                                                                   | 50.000    |
| Neuseeland (RMNZ)            | 2× Platin                                                              | 60.000    |
| Spanien (Promusicae)         | Gold                                                                   | 30.000    |
| Vereinigte Staaten (RIAA)    | Gold                                                                   | 500.000   |
| Vereinigtes Königreich (BPI) | Platin                                                                 | 600.000   |
| Insgesamt                    | 4× Gold · 3× Platin ·                                                  | 1.275.000 |

### Brain Stew/Jaded
| Land/Region                  | Auszeichnungen für Musikverkäufe (Land/Region, Auszeichnung, Verkäufe) | Verkäufe |
| ---------------------------- | ---------------------------------------------------------------------- | -------- |
| Vereinigtes Königreich (BPI) | Silber                                                                 | 200.000  |
| Insgesamt                    | 1× Silber ·                                                            | 200.000  |

### She
| Land/Region | Auszeichnungen für Musikverkäufe (Land/Region, Auszeichnung, Verkäufe) | Verkäufe |
| ----------- | ---------------------------------------------------------------------- | -------- |
| Kanada (MC) | Gold                                                                   | 40.000   |
| Insgesamt   | 1× Gold ·                                                              | 40.000   |

### Hitchin’ a Ride
| Land/Region | Auszeichnungen für Musikverkäufe (Land/Region, Auszeichnung, Verkäufe) | Verkäufe |
| ----------- | ---------------------------------------------------------------------- | -------- |
| Kanada (MC) | Gold                                                                   | 40.000   |
| Insgesamt   | 1× Gold ·                                                              | 40.000   |

### Good Riddance (Time of Your Life)
| Land/Region                  | Auszeichnungen für Musikverkäufe (Land/Region, Auszeichnung, Verkäufe) | Verkäufe  |
| ---------------------------- | ---------------------------------------------------------------------- | --------- |
| Australien (ARIA)            | 2× Platin                                                              | 140.000   |
| Dänemark (IFPI)              | Gold                                                                   | 45.000    |
| Italien (FIMI)               | Platin                                                                 | 100.000   |
| Kanada (MC)                  | 6× Platin                                                              | 480.000   |
| Neuseeland (RMNZ)            | 3× Platin                                                              | 90.000    |
| Spanien (Promusicae)         | Gold                                                                   | 30.000    |
| Vereinigte Staaten (RIAA)    | 5× Platin                                                              | 5.000.000 |
| Vereinigtes Königreich (BPI) | 2× Platin                                                              | 1.200.000 |
| Insgesamt                    | 2× Gold · 18× Platin ·                                                 | 7.075.000 |

### Redundant
| Land/Region       | Auszeichnungen für Musikverkäufe (Land/Region, Auszeichnung, Verkäufe) | Verkäufe |
| ----------------- | ---------------------------------------------------------------------- | -------- |
| Australien (ARIA) | 2× Platin                                                              | 140.000  |
| Insgesamt         | 2× Platin ·                                                            | 140.000  |

### Minority
| Land/Region                  | Auszeichnungen für Musikverkäufe (Land/Region, Auszeichnung, Verkäufe) | Verkäufe |
| ---------------------------- | ---------------------------------------------------------------------- | -------- |
| Japan (RIAJ)                 | Gold                                                                   | 100.000  |
| Vereinigtes Königreich (BPI) | Silber                                                                 | 200.000  |
| Insgesamt                    | 1× Silber · 1× Gold ·                                                  | 300.000  |

### American Idiot
| Land/Region                  | Auszeichnungen für Musikverkäufe (Land/Region, Auszeichnung, Verkäufe) | Verkäufe  |
| ---------------------------- | ---------------------------------------------------------------------- | --------- |
| Australien (ARIA)            | Gold                                                                   | 35.000    |
| Dänemark (IFPI)              | Platin                                                                 | 90.000    |
| Italien (FIMI)               | Platin                                                                 | 20.000    |
| Japan (RIAJ)                 | Gold                                                                   | 100.000   |
| Kanada (MC)                  | 5× Platin                                                              | 400.000   |
| Neuseeland (RMNZ)            | 3× Platin                                                              | 90.000    |
| Spanien (Promusicae)         | Platin                                                                 | 60.000    |
| Vereinigte Staaten (RIAA)    | Gold                                                                   | 500.000   |
| Vereinigtes Königreich (BPI) | 2× Platin                                                              | 1.200.000 |
| Insgesamt                    | 3× Gold · 13× Platin ·                                                 | 2.494.000 |

### Boulevard of Broken Dreams
| Land/Region                  | Auszeichnungen für Musikverkäufe (Land/Region, Auszeichnung, Verkäufe) | Verkäufe  |
| ---------------------------- | ---------------------------------------------------------------------- | --------- |
| Australien (ARIA)            | Platin                                                                 | 70.000    |
| Dänemark (IFPI)              | Platin                                                                 | 90.000    |
| Deutschland (BVMI)           | Gold                                                                   | 150.000   |
| Italien (FIMI)               | Platin                                                                 | 50.000    |
| Kanada (MC)                  | 6× Platin                                                              | 480.000   |
| Neuseeland (RMNZ)            | 3× Platin                                                              | 90.000    |
| Spanien (Promusicae)         | Platin                                                                 | 60.000    |
| Vereinigte Staaten (RIAA)    | Gold · + Gold (Mastertone)                                             | 2.000.000 |
| Vereinigtes Königreich (BPI) | Platin                                                                 | 600.000   |
| Insgesamt                    | 3× Gold · 14× Platin ·                                                 | 3.490.000 |

### Holiday
| Land/Region                  | Auszeichnungen für Musikverkäufe (Land/Region, Auszeichnung, Verkäufe) | Verkäufe  |
| ---------------------------- | ---------------------------------------------------------------------- | --------- |
| Italien (FIMI)               | Platin                                                                 | 100.000   |
| Kanada (MC)                  | 3× Platin                                                              | 240.000   |
| Spanien (Promusicae)         | Gold                                                                   | 30.000    |
| Vereinigte Staaten (RIAA)    | Platin                                                                 | 1.000.000 |
| Vereinigtes Königreich (BPI) | Gold (Album-Version) · + Gold (Single)                                 | 800.000   |
| Insgesamt                    | 3× Gold · 5× Platin ·                                                  | 2.170.000 |

### Wake Me Up When September Ends
| Land/Region                  | Auszeichnungen für Musikverkäufe (Land/Region, Auszeichnung, Verkäufe) | Verkäufe  |
| ---------------------------- | ---------------------------------------------------------------------- | --------- |
| Dänemark (IFPI)              | Gold                                                                   | 4.000     |
| Italien (FIMI)               | Platin                                                                 | 50.000    |
| Kanada (MC)                  | 4× Platin                                                              | 320.000   |
| Neuseeland (RMNZ)            | 2× Platin                                                              | 60.000    |
| Spanien (Promusicae)         | Gold                                                                   | 30.000    |
| Vereinigte Staaten (RIAA)    | Platin                                                                 | 1.000.000 |
| Vereinigtes Königreich (BPI) | 2× Platin                                                              | 1.200.000 |
| Insgesamt                    | 2× Gold · 10× Platin ·                                                 | 2.684.000 |

### Jesus of Suburbia
| Land/Region                  | Auszeichnungen für Musikverkäufe (Land/Region, Auszeichnung, Verkäufe) | Verkäufe |
| ---------------------------- | ---------------------------------------------------------------------- | -------- |
| Kanada (MC)                  | Platin                                                                 | 80.000   |
| Vereinigtes Königreich (BPI) | Gold                                                                   | 400.000  |
| Insgesamt                    | 1× Gold · 1× Platin ·                                                  | 480.000  |

### Know Your Enemy
| Land/Region                  | Auszeichnungen für Musikverkäufe (Land/Region, Auszeichnung, Verkäufe) | Verkäufe |
| ---------------------------- | ---------------------------------------------------------------------- | -------- |
| Neuseeland (RMNZ)            | Gold                                                                   | 7.500    |
| Vereinigte Staaten (RIAA)    | Gold                                                                   | 500.000  |
| Vereinigtes Königreich (BPI) | Silber                                                                 | 200.000  |
| Insgesamt                    | 1× Silber · 2× Gold ·                                                  | 707.500  |

### 21 Guns
| Land/Region                  | Auszeichnungen für Musikverkäufe (Land/Region, Auszeichnung, Verkäufe) | Verkäufe  |
| ---------------------------- | ---------------------------------------------------------------------- | --------- |
| Australien (ARIA)            | Gold                                                                   | 35.000    |
| Dänemark (IFPI)              | Gold                                                                   | 45.000    |
| Italien (FIMI)               | Platin                                                                 | 30.000    |
| Neuseeland (RMNZ)            | Gold                                                                   | 7.500     |
| Österreich (IFPI)            | Gold                                                                   | 15.000    |
| Spanien (Promusicae)         | Gold                                                                   | 30.000    |
| Vereinigte Staaten (RIAA)    | Platin                                                                 | 1.000.000 |
| Vereinigtes Königreich (BPI) | Platin                                                                 | 600.000   |
| Insgesamt                    | 5× Gold · 3× Platin ·                                                  | 1.752.500 |

### Oh Love
| Land/Region    | Auszeichnungen für Musikverkäufe (Land/Region, Auszeichnung, Verkäufe) | Verkäufe |
| -------------- | ---------------------------------------------------------------------- | -------- |
| Italien (FIMI) | Gold                                                                   | 15.000   |
| Insgesamt      | 1× Gold ·                                                              | 15.000   |

### Stray Heart
| Land/Region    | Auszeichnungen für Musikverkäufe (Land/Region, Auszeichnung, Verkäufe) | Verkäufe |
| -------------- | ---------------------------------------------------------------------- | -------- |
| Italien (FIMI) | Gold                                                                   | 15.000   |
| Insgesamt      | 1× Gold ·                                                              | 15.000   |

## Auszeichnungen nach Liedern

### Boulevard of Broken Dreams(mit American Idiot Musical Cast)
| Land/Region                  | Auszeichnungen für Musikverkäufe (Land/Region, Auszeichnung, Verkäufe) | Verkäufe |
| ---------------------------- | ---------------------------------------------------------------------- | -------- |
| Vereinigtes Königreich (BPI) | Silber                                                                 | 200.000  |
| Insgesamt                    | 1× Silber ·                                                            | 200.000  |

## Auszeichnungen nach Videoalben

### International Supervideos!
| Land/Region                  | Auszeichnungen für Musikverkäufe (Land/Region, Auszeichnung, Verkäufe) | Verkäufe |
| ---------------------------- | ---------------------------------------------------------------------- | -------- |
| Argentinien (CAPIF)          | Platin                                                                 | 8.000    |
| Australien (ARIA)            | Platin                                                                 | 15.000   |
| Vereinigte Staaten (RIAA)    | Platin                                                                 | 100.000  |
| Vereinigtes Königreich (BPI) | Platin                                                                 | 50.000   |
| Insgesamt                    | 4× Platin ·                                                            | 173.000  |

### Bullet in a Bible
| Land/Region         | Auszeichnungen für Musikverkäufe (Land/Region, Auszeichnung, Verkäufe) | Verkäufe |
| ------------------- | ---------------------------------------------------------------------- | -------- |
| Argentinien (CAPIF) | Platin                                                                 | 8.000    |
| Brasilien (PMB)     | Gold                                                                   | 15.000   |
| Deutschland (BVMI)  | 7× Gold                                                                | 175.000  |
| Insgesamt           | 2× Gold · 4× Platin ·                                                  | 198.000  |

### Awesome as Fuck
| Land/Region        | Auszeichnungen für Musikverkäufe (Land/Region, Auszeichnung, Verkäufe) | Verkäufe |
| ------------------ | ---------------------------------------------------------------------- | -------- |
| Deutschland (BVMI) | Gold                                                                   | 25.000   |
| Insgesamt          | 1× Gold ·                                                              | 25.000   |

## Statistik und Quellen
| Land/RegionAuszeichnungen für Musikverkäufe (Land/Region, Auszeichnungen, Verkäufe, Quellen) | Silber     | Gold       | Platin         | Diamant     | Verkäufe    | Quellen |
| -------------------------------------------------------------------------------------------- | ---------- | ---------- | -------------- | ----------- | ----------- | --- |
| Argentinien (CAPIF)                                                                          | —          | 2× Gold2   | 6× Platin6     | —           | 256.000     | capif.org.ar (Memento vom 31. Mai 2011 im Internet Archive) AR2 (Memento vom 31. Mai 2011 im Internet Archive) |
| Australien (ARIA)                                                                            | —          | 3× Gold3   | 29× Platin29   | —           | 2.080.000   | aria.com.au |
| Belgien (BRMA)                                                                               | —          | 3× Gold3   | Platin1        | —           | 115.000     | ultratop.be |
| Brasilien (PMB)                                                                              | —          | 7× Gold7   | —              | —           | 385.000     | pro-musicabr.org.br                                                                                            |
| Dänemark (IFPI)                                                                              | —          | 4× Gold4   | 13× Platin13   | —           | 594.000     | ifpi.dk |
| Deutschland (BVMI)                                                                           | —          | 8× Gold8   | 9× Platin9     | —           | 2.700.000   | musikindustrie.de                                                                                              |
| Europa (IFPI)                                                                                | —          | —          | 7× Platin7     | —           | (7.000.000) | ifpi.org (Memento vom 1. Januar 2014 im Internet Archive)                                                      |
| Finnland (IFPI)                                                                              | —          | 4× Gold4   | —              | —           | 96.054      | ifpi.fi |
| Frankreich (SNEP)                                                                            | —          | Gold1      | 2× Platin2     | —           | 600.000     | infodisc.fr |
| Golf-Kooperationsrat (IFPI)                                                                  | —          | —          | Platin1        | —           | 6.000       | ifpi.org (Memento vom 10. Oktober 2013 im Internet Archive)                                                    |
| Griechenland (IFPI)                                                                          | —          | —          | Platin1        | —           | 20.000      | Einzelnachweise                                                                                                |
| Irland (IRMA)                                                                                | —          | —          | 18× Platin18   | —           | 270.000     | irishcharts.ie                                                                                                 |
| Italien (FIMI)                                                                               | —          | 6× Gold6   | 13× Platin13   | —           | 935.000     | fimi.it |
| Japan (RIAJ)                                                                                 | —          | 6× Gold6   | 8× Platin8     | —           | 2.000.000   | riaj.or.jp JP2                                                                                                 |
| Kanada (MC)                                                                                  | —          | 4× Gold4   | 42× Platin42   | 2× Diamant2 | 5.570.000   | musiccanada.com                                                                                                |
| Mexiko (AMPROFON)                                                                            | —          | Gold1      | Platin1        | —           | 150.000     | amprofon.com.mx                                                                                                |
| Neuseeland (RMNZ)                                                                            | —          | 4× Gold4   | 33× Platin33   | —           | 765.000     | aotearoamusiccharts.co.nz NZ2 NZ3                                                                              |
| Niederlande (NVPI)                                                                           | —          | 2× Gold2   | —              | —           | 90.000      | nvpi.nl |
| Norwegen (IFPI)                                                                              | —          | Gold1      | —              | —           | 15.000      | ifpi.no (Memento vom 5. November 2012 im Internet Archive)                                                     |
| Österreich (IFPI)                                                                            | —          | 4× Gold4   | 4× Platin4     | —           | 190.000     | ifpi.at |
| Polen (ZPAV)                                                                                 | —          | 2× Gold2   | —              | —           | 60.000      | olis.pl |
| Portugal (AFP)                                                                               | —          | 2× Gold2   | —              | —           | 20.000      | Einzelnachweise                                                                                                |
| Schweden (IFPI)                                                                              | —          | 3× Gold3   | Platin1        | —           | 160.000     | sverigetopplistan.se ifpi.se                                                                                   |
| Schweiz (IFPI)                                                                               | —          | Gold1      | 3× Platin3     | —           | 135.000     | hitparade.ch                                                                                                   |
| Spanien (Promusicae)                                                                         | —          | 8× Gold8   | 4× Platin4     | —           | 580.000     | elportaldemusica.es                                                                                            |
| Ungarn (MAHASZ)                                                                              | —          | Gold1      | —              | —           | 10.000      | slagerlistak.hu                                                                                                |
| Vereinigte Staaten (RIAA)                                                                    | —          | 7× Gold7   | 22× Platin22   | 2× Diamant2 | 45.600.000  | riaa.com |
| Vereinigtes Königreich (BPI)                                                                 | 8× Silber8 | 10× Gold10 | 32× Platin32   | —           | 16.170.000  | bpi.co.uk |
| Insgesamt                                                                                    | 8× Silber8 | 94× Gold94 | 250× Platin250 | 4× Diamant4 |             | |